# 6238 Septimaclark
6238 Septimaclark este o planetă minoră (asteroid), cu un diametru de 7,766 km, din centura de asteroizi. A fost descoperită pe 2 iulie 1989 la Observatorul Palomar de Eleanor F. Helin și a fost numită după Septima Poinsette Clark⁠(d). 
Obiectul prezintă o orbită caracterizată de o semiaxă mare de 2,5630167 UAi, o excentricitate de 0,16, o înclinație de 8,3523 ° în raport cu ecliptica.